# 'O passato/Tu si 'a malincunia
'O passato/Tu si 'a malincunia è un singolo di Lucia Altieri, pubblicato nel 1961.

## Descrizione
Con il brano sul lato A la Altieri partecipò al Festival di Napoli 1961 in abbinamento con Nelly Fioramonti, classificandosi al nono posto. La canzone viene inclusa nel primo album dell'artista, pubblicato l'anno seguente e intitolato semplicemente Lucia Altieri.
Sul lato B una cover della canzone vincitrice della manifestazione, scritta da Aurelio Fierro e da lui eseguita al Festival in coppia con Betty Curtis.
L'orchestra è diretta da Gino Mescoli.

## Tracce
LATO A
1. 'O passato (testo: Alberto Lazzeretti – musica: Eligio La Valle)

LATO B
1. Tu si 'a malincunia (Aurelio Fierro)